# Арденнский бувье

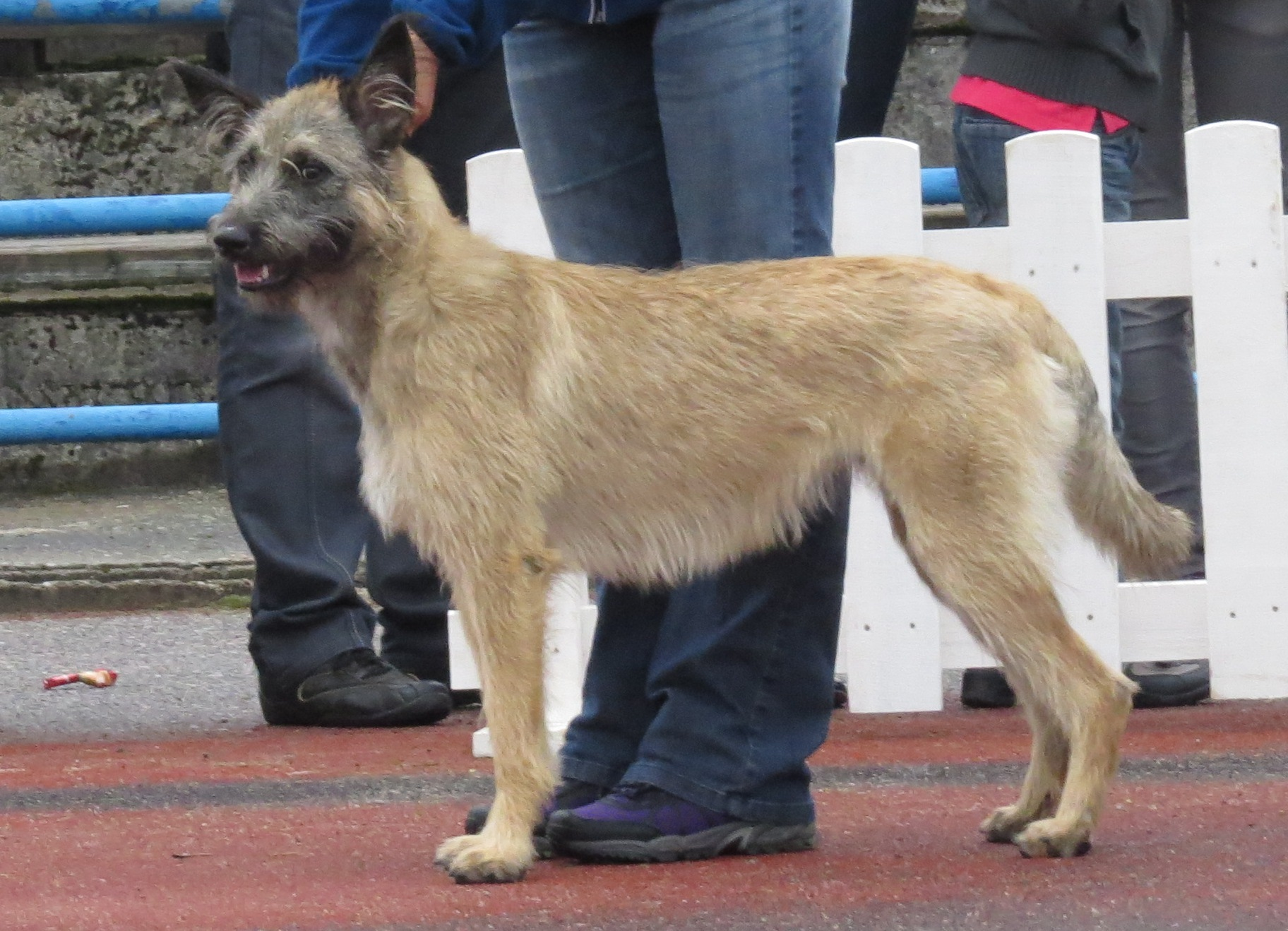
Арденнский бувье

Арденнский бувье, или арденнская овчарка, — бельгийская порода собак. чаще всего её используют как пастушью собаку, иногда как собаку-поводыря.

## История породы
Арденнский бувье возник в XVIII веке в Бельгии, в горах Арденны. Есть несколько предположения о возникновении данной породы: первая: в результате скрещивания местных пород; вторая: в результате скрещивания Пикардийских пастушьих собак и Бельгийских овчарок; третья: в результате скрещивания Шнауцеров и голландских овчарок с местными породами.
Из-за суровых условий из породы выживали только выносливые и сильные особи.
Люди обращали внимания только на характеристики породы, а не на внешний вид, поэтому в Бельгии появилось (как минимум) пять разновидностей арденнских бувье: Бувье де Фландр (Bouvier des Flandr), Бувье де Арденн (Bouvier des Ardennes), Бувье де Рулер (Bouvier des Roulers), Бувье де Мормон (Bouvier des Moermon) и Бувье де Парет (Bouvier des Paret).
Впервые широкие круги общественности узнали о породе в апреле 1903 года на Льежской выставке, где профессор Ройл показал пса Тома (данной породы). В 1913 году там-же было создано общество, которое разработало стандарт, утверждённый в Бельгии в 1923 году. А в 1963 году стандарт был признан Международной Кинологической Федерацией (FCI).
В 1914 году началась Первая Мировая Война, поэтому арденнские бувье почти полностью вымерли.
Во время войны из использовали как связных собак.
Постепенно количество ферм в Арденнах уменьшилось, и численность породы тоже уменьшилось.
Во время Второй Мировой Войны выжил только Бувье де Фландр.
Но вскоре на юге Бельгии была обнаружена небольшая популяция арденнских бувье (Бувье де Арденнов) и в 1985—1990 годах селекционеры приняли решение собрать лучших представителей породы и начать их разведение.
Затем в 1996 году на севере Бельгии была найдена ещё одна популяция. Предполагается, что эта популяция была приобретена фермерами в 1930 годах. Фермеры сохраняли популяцию питомцев почти 70 лет.
Но не были найдены особи Бувье де Рулеров, Бувье де Мармон и Бувье де Парет.
В 2006 году FCI и UKC (United Kennel Club) официально признали эту породу. Также порода признана Американской ассоциацией редких пород (ARBA)
В настоящее время порода считается очень редкой (даже на своей родине Бельгии).

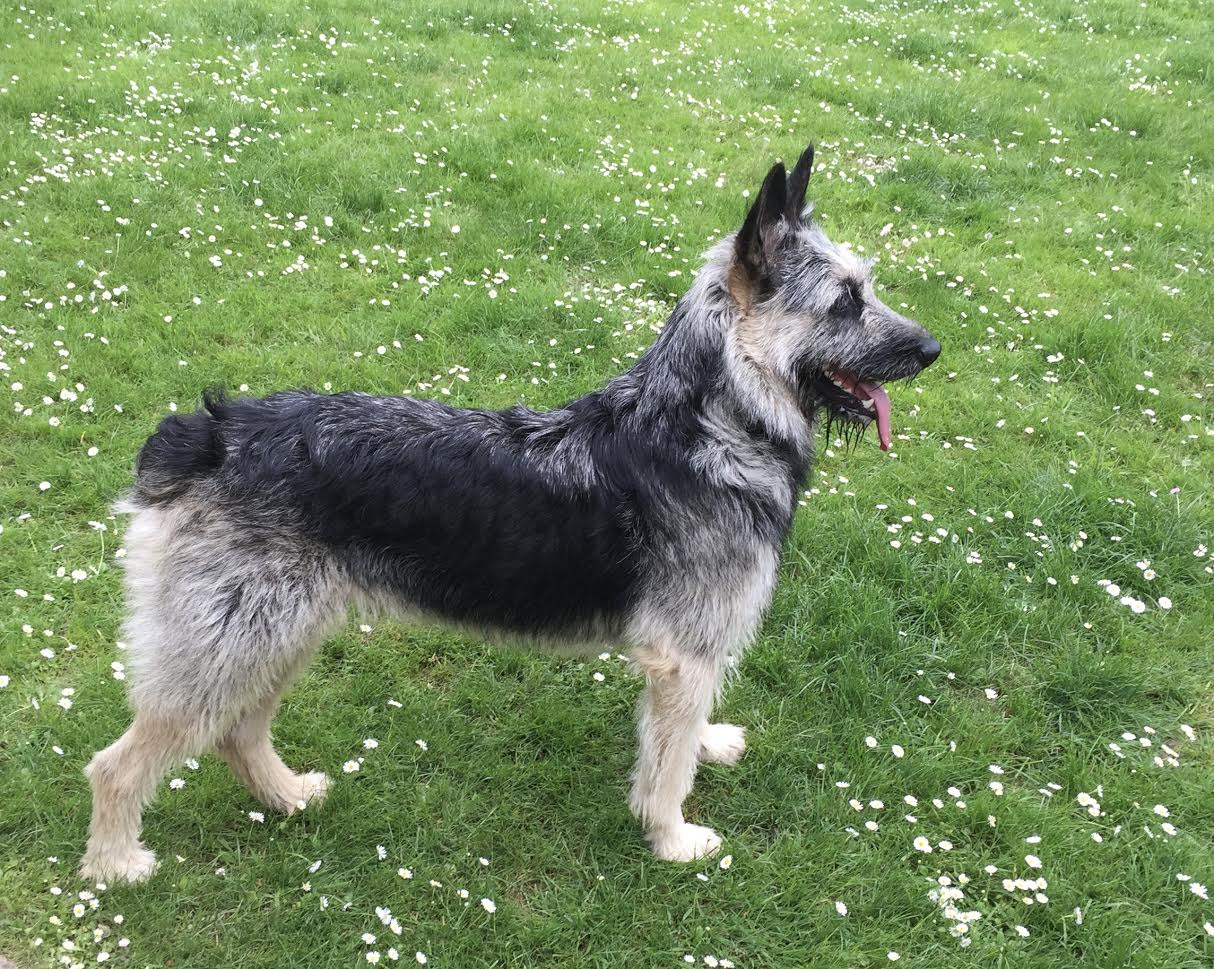
Арденнский бувье

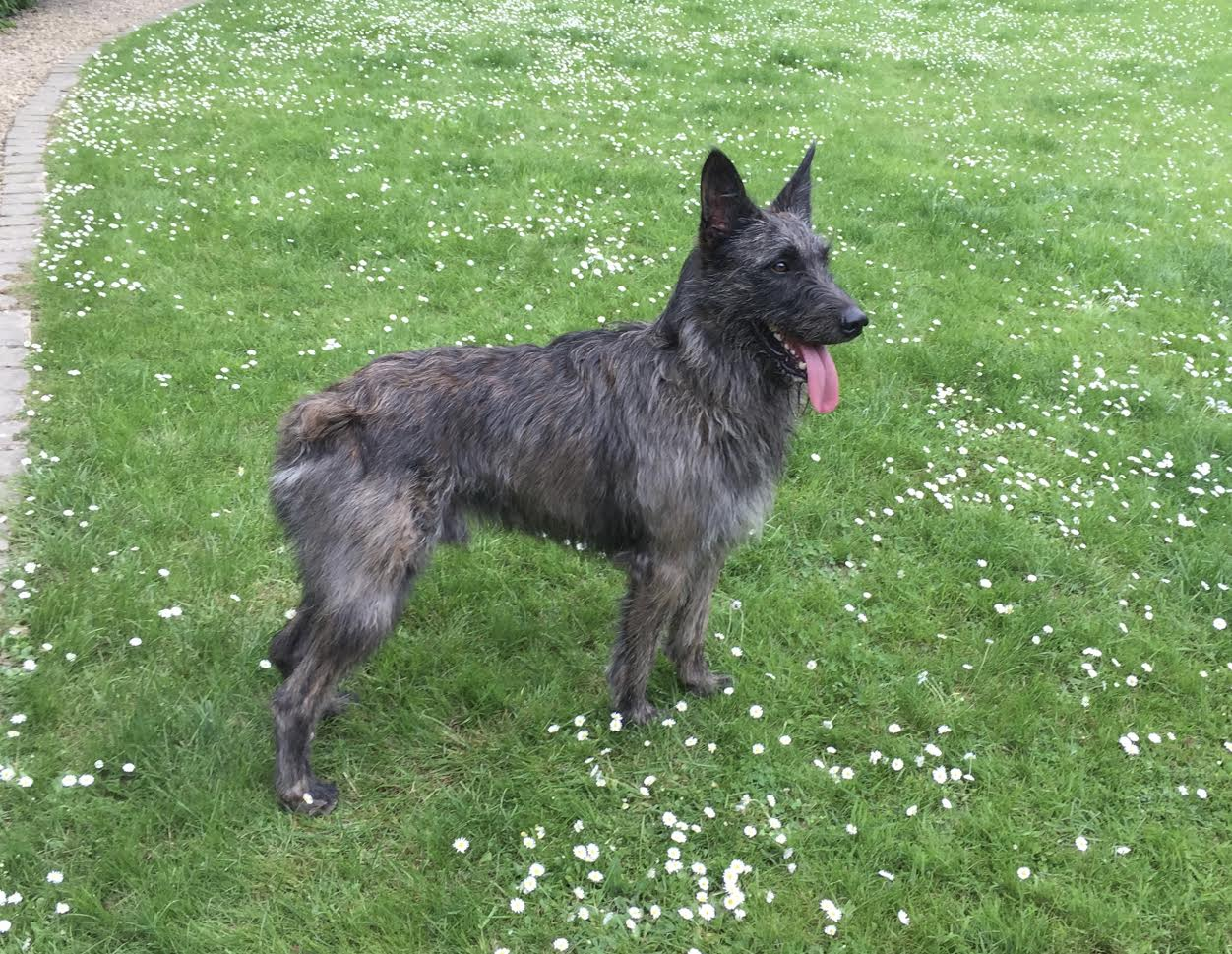
Арденнский бувье

## История названия породы
Первая часть названия «Арденнский» порода получила благодаря горной системе Арденнам (там же она была распространена). Вторую часть названия «бувье», которая означает «коровья собака», порода получила, потому-что она следила за крупным рогатым скотом, в частности за коровами.

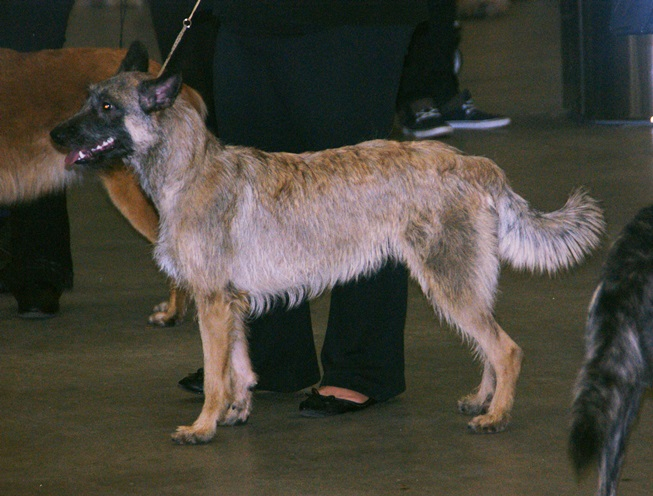
Арденнский бувье

## Описание
Арденнский бувье порода средних размеров.
Тело: Массивное, мускулистое, с гибкой спиной. Грудь широкая, опущена до локтей, живот подтянутый. Передние и задние конечности сильные и мускулистые.
Голова: Короткая, крупная, массивная. Череп широкий, плоский. Морда широкая. Надбровные дуги оформлены густыми бровями. Губы тонкие, с чёрными краями. Челюсть мощная. Обе губы, подбородок и нижняя челюсть покрыты 5-6 сантиметровой шерстью. Мочка носа чёрного цвета.
Глаза: Тёмные, слегка овальной формы, среднего размера, с чёрной обводкой век.
Уши: Небольшого размера, заострённой формы, высоко посаженные.
Хвост: У большинства особей он короткий, толстый, высоко посаженный, часто его купируют. Некоторые щенки могут родиться без хвоста.
Окрас: Может быть почти любым. Наиболее распространённые окрасы: от светло серого до тёмно серого, от коричневого рыжего до соломенного или светло палевого оттенка, а также палевый, серый, чёрный, тигровый и красный.
Шерсть: В зависимости от части тела. На голове и ушах она мягкая и короткая, задние части бёдер с более толстой и длинной шерстью. В основном она грубая и плотная. Есть подшёрсток, зимой он плотнее.
Рост: Рост кобеля: 56—62 см, рост суки: 52—56 см.

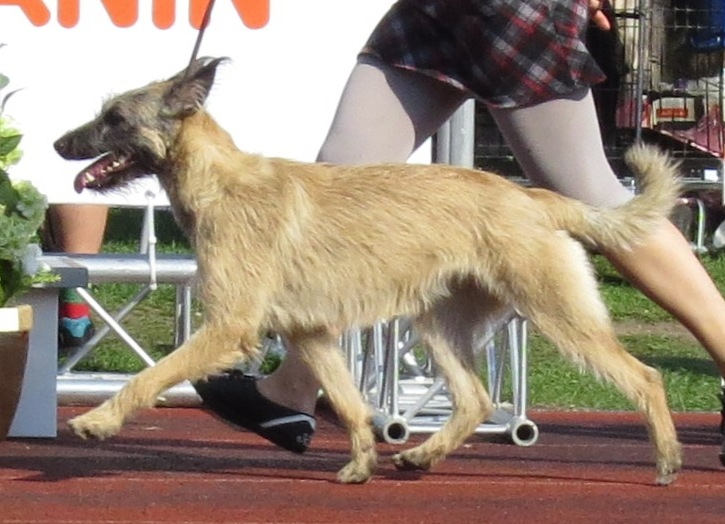
Арденнский бувье

Вес: Вес кобеля: 28—35 кг, вес суки: 22—28 кг.
Продолжительность жизни: 10—15 лет.

## Использование
В основном арденнские бувье используются как пастушьи собаки для крупного рогатого скота или как сторожевые собаки. Но иногда их используют как собак-поводырей. Также как охотничьих собак, с помощью их хорошего обоняния они могут выслеживать и ловить дичь. Во время войн их использовали как связную собаку. Также её используют в армии и полиции.

## Характер
Арденнские бувье энергичные, выносливые, смелые, любопытные и игривые. Легко адаптируются к новым условиям, хорошо поддаются дрессировке. Хорошо управляется в роли пастушьей собаки, при охране дома или хозяина проявляют храбрость и сообразительность.
Арденнский бувье может без проблем перейти со спокойного шага в быстрый бег.
Ласковы и приветливы к хозяину, настороженно относятся к незнакомым людям и особенно к другим незнакомым питомцам. Хорошо ладят с детьми и стариками.

## Уход
Лучше всего арденнский бувье себя чувствует на открытом пространстве (ферма, поле, большой частный дом).
По мере необходимости нужно мыть и причёсывать собаку, что довольно трудно из-за жёсткой шерсти.
Для полноценной жизни эту породу надо часто выгуливать и принуждать к физическим нагрузкам. Начинать физические нагрузки надо, когда собаке исполнится 6-7 месяцев. Выполнять физические нагрузки нужно каждый день, или собака может заскучать.

## Здоровье
Арденнские бувье имеют хороший иммунитет. Сильных заболеваний у породы нет, но может случиться дисплазия тазобедренных суставов и вздутие кишечника.